# Geranomyia anthina
Geranomyia anthina là một loài ruồi trong họ Limoniidae. Chúng phân bố ở vùng Tân nhiệt đới.